# Tarnói Gizella
Tarnói Gizella (Budapest, 1947. szeptember 20. – 2006. október 15.) magyar újságíró.

## Életpályája
Tanulmányait a Marx Károly Közgazdaságtudományi Egyetem ipar szakán végezte 1967–71 között, majd a MÚOSZ Újságíró Iskolába járt 1974–75 között.
1970-től a Magyar Rádiónál dolgozott, 1971-ig külső munkatárs, 1971–74 között a belpolitikai rovat gyakornoka, ezután a gazdaságpolitikai rovat munkatársa, 1992–94 között vezető szerkesztő. 1994-ben kilépett a rádiótól, és nem sokkal később az Élet és Irodalom főszerkesztő-helyettese lett.
Számos tényfeltáró riport szerzője, egyik riportsorozata elismeréseként 1998-ban Pulitzer-emlékdíjat kapott, munkássága jelentős részében kapcsolódik a kisebbségek jogainak védelméhez, 2001-ben Roma Polgárjogi Díjban részesült.
Kovács Zoltán, az ÉS főszerkesztője szerint:
Annak az újságírói generációnak a tagja, amelyik tevékeny és emlékezetesen színvonalas munkával volt előkészítője a nyolcvanas-kilencvenes évek mély társadalmi változásainak.
1985–89 között a MÚOSZ választmányi tagja, 1989–94 között alelnöke.

## Műsorai

### Rádió
- Jelenidőben
- Eco-mix
- Párhuzamos életrajzok
- Szorító
- Névjegy

### Televízió
- Hírháttér
- Mutató
- Napzárta
- 6színtér
- Aktuális
- 24 óra (műsorvezetőként)
- regionális adások

## Művei
- A színház csak ürügy – Keleti István utolsó ajándéka (társszerkesztő, 1996); K + F – gondolatok a kutatásról, fejlesztésről, innovációról (szerk., 1997)
- Fiúk a bányában. Fidesz-perek az ÉS ellen; szerk. Kovács Zoltán, Tarnói Gizella; Irodalom Kft., Bp., 2000 (Nagyítás könyvek)
- Kovács Zoltán (szerk.) - Tarnói Gizella (szerk.): Fiúk a szőlőben (A Tokaji borcsaták per- és sajtóanyaga), 2005[1]

## Díjai
- Joseph Pulitzer-emlékdíj (1998)
- Roma Polgárjogi Díj (2001)

## Családi adatok
Elvált. Gyermekei: Eszter, 1975, Ádám, 1981.

## Emlékezete
Az Élet és Irodalom hetilap 2010-ben Tarnói Gizella-emlékdíjat alapított. A kitüntetés azoknak a magyar és külföldi állampolgároknak adományozható, akik kiemelkedő gazdasági témájú újságírói munkájukkal kiérdemlik. A kuratórium tagjai:
Bokros Lajos, a kuratórium elnöke, Losoncz Miklós, Várhegyi Éva.